# 江東駅 (平壌市)
江東駅（カンドンえき、朝: 강동역）は、朝鮮民主主義人民共和国の平壌直轄市江東郡にある、朝鮮民主主義人民共和国鉄道省が管轄する鉄道駅である。

## 歴史
- 1939年11月14日：平南江東駅として開業[1]
- 日時不明：江東駅に改称。

## 隣の駅
鉄道省
平徳線
石廩駅 - 江東駅 - 百源駅